# Axinella xutha
Axinella xutha är en svampdjursart som först beskrevs av de Laubenfels 1954.  Axinella xutha ingår i släktet Axinella och familjen Axinellidae. Inga underarter finns listade i Catalogue of Life.